# وینچی (فیلم)
وینچی (انگلیسی: Vinci) یک فیلم سرقت کمدی لهستانی به کارگردانی یولیوش ماخولسکی است که در سال ۲۰۰۴ منتشر شد.
موضوع فیلم دربارهٔ سرقت تابلوی بانویی با قاقم اثر لئوناردو دا وینچی است.

## بازیگران
- روبرت وینتسکیویچ در نقش «تسوما» سارق حرفه‌ای آثار هنری
- بوریس شیتس
- میه‌چیسواف گروبکا در نقش مال‌خر
- مارچین دوروچینسکی
- کامیلا بار
- یاتسک کرول
- هالینا وابونارسکا
- یان ماخولسکی
- ماریان جِـنـجِـل
- دوروتا کولاک
- کاتاژینا گالیتسا
- گراژینا ماژتس
- کارینا سورین
- هوبرت اوربانسکی